# Dolin
Dolin – bezludna wyspa w Chorwacji, na Morzu Adriatyckim. 
Jest położona na południowy zachód od wyspy Rab. Oddziela je Barbatski kanal. Dolin zajmuje powierzchnię 4,6 km², a jej wymiary to 8,5 x 0,9 km. Najwyższym szczytem wyspy jest Samotorac (117 m n.p.m.). Wyspa porośnięta jest makią i lasem sosnowym.